# Chartered Institute of Marketing
The Chartered Institute of Marketing (CIM) jest największą na świecie organizacją zrzeszającą marketerów, która liczy około 60.000 członków. Obecnie ponad 150 000 osób na całym świecie  posiada dyplomy CIM. Organizacja powstała w 1911 roku, a od 1989 posiada oficjalny Patronat Korony Brytyjskiej oraz akredytację Rządu Brytyjskiego. Siedziba CIM znajduje się w Cookham, niedaleko Maidenhead.
The Chartered Institute of Marketing jest obecny w 134 krajach na świecie, a w Polsce od 1999 roku.
Podstawowy profil działalności CIM to certyfikacja zawodowa marketerów poprzedzona egzaminami prowadzonymi w jednolitej formie i w tym samym czasie w skali światowej. Działalność CIM obejmuje ponadto badania naukowe, publikacje i popularyzację wiedzy marketingowej. Wysiłki CIM są cenione w skali świata i stają się światowym standardem i wyznacznikiem profesjonalizmu w sferze marketingu.

## Członkostwo w CIM
CIM zapewnia trzy stopnie członkostwa w zależności od posiadanych kwalifikacji:
- Fellow (FCIM): kryteria obejmują, między innymi, około 15-letnie doświadczenie w marketingu, stanowisko dyrektora naczelnego, dyrektora wykonawczego, tytuł profesora w zakresie marketingu lub starszego konsultanta;
- Member (MCIM): kryteria obejmują, między innymi, trzyletnie doświadczenie w marketingu, zatrudnienie na stanowisku kierowniczym;
- Associate (ACIM): kryteria obejmują, między innymi, posiadanie dyplomu na poziomie certyfikacji Professional Diploma in Marketing lub Professional Postgraduate Diploma in Marketing.

## Status Chartered Marketer
Członkowie CIM w stopniu Fellow i Member mogą ubiegać się o nadanie prestiżowego tytułu Chartered Marketera. To najwyższy stopień kwalifikacji nadawanych przez CIM, który oznacza profesjonalne praktyczne doświadczenie i kompetencje w zakresie marketingu. Do uzyskania statusu Chartered Marketera, oprócz udokumentowane doświadczenia i członkostwa w CIM, konieczne jest także uczestnictwo w programie Chartered CPD organizowanym przez CIM. 

## Historia CIM
The Chartered Institute of Marketing powstał w 1911 roku jako Sales Managers Association. Pomysłodawcą i założycielem był Pierce Wyatt, który wspólnie z grupą dwunastu menedżerów sprzedaży stworzył organizację, której celem miało być dzielenie się wiedzą i umiejętnościami w zakresie technik sprzedaży oraz popularyzacja dobrych praktyk i profesjonalizmu w marketingu. W miarę upływu czasu struktura organizacji ulegała rozbudowie i poszerzał się zakres oferowanych kwalifikacji. W roku 1928 placówka po raz pierwszy włączyła do zakresu swego działania system egzaminowania menedżerów. Z kolei w roku 1989 otrzymała patronat korony brytyjskiej i zmieniła nazwę na The Chartered Institute of Marketing, zaś od roku 1998 posiada uprawnienia do nadawania tytułu Chartered Marketer.

## Korzyści z członkostwa w CIM
CIM oferuje szereg korzyści swoim uczestnikom, a w tym między innymi:
- Wiarygodność – CIM jest jedną z czołowych międzynarodowych organizacji marketingowych, których prestiż wspiera uczestników w ich rozwoju i buduje ich pozycję na rynku
- Wiedza – członkowie CIM posiadają dostęp do różnorodnych, aktualnych i nowoczesnych źródeł wiedzy marketingowej
- Sieć powiązań – członkowie CIM utrzymują kontakty z menedżerami z całego świata, dzielą się wiedzą i doświadczeniami
- Kariera – członkowie CIM mają możliwość uzyskania porad eksperckich oraz wzięcia udziału w programach rozwoju kariery oferowanych przez Instytut.

## Akredytowane Centra Szkoleniowe CIM
Na świecie istnieje ponad dwieście centrów szkoleniowych i egzaminacyjnych, które uzyskały akredytację CIM, z czego w Polsce jedynym ośrodkiem jest questus:
- www.questus.pl.

## Programy CIM
The Chartered Institute of Marketing oferuje programy, których ukończenie i pomyślne zdanie egzaminów daje dyplom ceniony w skali międzynarodowej. Są to między innymi:
- Introductory Certificate
- Professional Certificate
- Professional Diploma
- Professional Postgraduate Diploma
- CAM Diploma in Marketing Communications
- e-Marketing Award
- Diploma in Tourism Marketing.